# Platanillo (Guerrero)
Platanillo es una localidad del estado mexicano de Guerrero. Es parte del municipio de Coyuca de Benítez.

## Demografía
| Gráfica de evolución demográfica |
|                                  |

| Censo | Población |
| ----- | --------- |
| 1910  | 58        |
| 1921  | 192       |
| 1930  | 252       |
| 1940  | 413       |
| 1950  | 540       |
| 1960  | 673       |
| 1970  | 866       |
| 1980  | 1 228     |
| 1990  | 1 621     |
| 2000  | 1 759     |
| 2010  | 1 783     |
| 2020  | 1 971     |